# Sinagoga de Coro

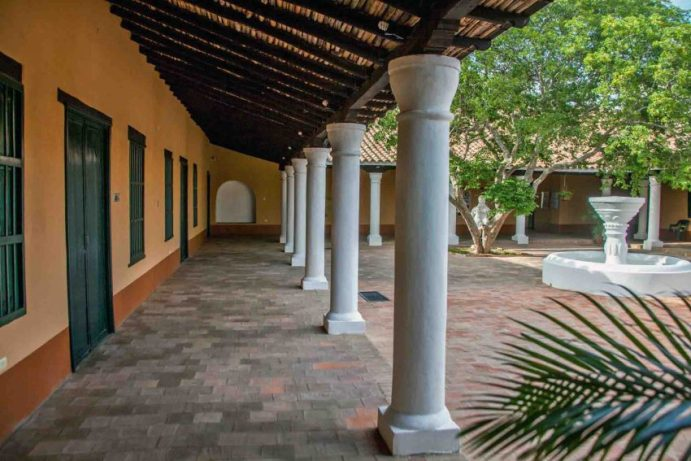
Interior de la casa de Francisco Campuzano Polanco en Coro.

La sinagoga de Coro es una sinagoga ubicada en la ciudad de Coro, Estado Falcón, Venezuela, cercana a la ribera del mar Caribe y de la isla holandesa de Curazao; es la sinagoga más antigua de América Latina. La sinagoga era originalmente una casa construida alrededor del año 1730 por el teniente gobernador de Coro Francisco Campuzano Polanco para su residencia, la cual fue comprada el 30 de julio de 1847 por David Abraham Senior, un comerciante sefardí proveniente de Curazao que vivía en la ciudad y formaba parte de la naciente comunidad judía. Antes de esto, la comunidad se reunía en la casa del señor David Valencia para efectuar sus rezos. Se dice que unas 20 personas se encontraban en esta sala para sabbat y para los rezos diarios.
El hijo de David Senior, Isaac Senior y sus descendientes continuaron habitando la casa y empleando uno de sus salones como una sala para rezar, hasta la década de 1880. El 6 de febrero de 1986, la casa fue vendida al gobierno nacional, y el 3 de agosto de 1997, el gobierno del estado Falcón inaugura "Casa de Oración Hebrea" como un aporte cultural importante que forma parte de la herencia sefardí de esta región del norte de Venezuela originaria de Curazao de donde arribó la comunidad. 
La sinagoga está ubicada en la calle Talavera del casco histórico de la ciudad, y tiene su piso cubierto de arena de los Médanos de Coro, del mismo modo que la arena del mar cubre el piso de la Sinagoga Mikvé Israel-Emanuel de Willemstad, Curazao, la más antigua del continente americano.
La sinagoga ahora es sede del Museo de Arte Alberto Henríquez, el cual es parte de la Universidad Nacional Experimental Francisco de Miranda (UNEFM). En el año 2009, la UNEFM contactó a la Asociación Israelita de Venezuela con el propósito de conseguir ayuda para la restauración y mantenimiento de la sinagoga. Durante los trabajos de restauración se encontraron los presuntos restos de un baño para rituales judíos (mikve), único en el continente americano. La Asociación Israelita de Venezuela certificó la existencia de la misma, la cual será declarada Bien de Interés Cultural de la República Bolivariana de Venezuela.